# Brachysternaster chesheri
Brachysternaster chesheri is een zee-egel uit de onderorde Paleopneustina. De systematische positie van het geslacht en deze ene soort die daarin is geplaatst, is onduidelijk. Het geslacht is vooralsnog niet in een familie geplaatst.
De wetenschappelijke naam van de soort werd in 1985 gepubliceerd door A.P. Larrain.